# Хатидже-султан (дочь Мустафы III)
Хатидже-султан (тур. Hatice Sultan, осман. خدیجہ سلطان‎; 14 июня 1768 — 17 июля 1822) — дочь османского султана Мустафы III и его жены Адильшах Кадын-эфенди. Она была единокровной сестрой султана Селима III.

## Ранняя биография
Хатидже-султан родилась 14 июня 1768 года во дворце Топкапы. Её отцом был султан Мустафа III, а матерью — Адильшах Кадын. У неё была единокровная сестра по имени Бейхан-султан, на два года старше её. После смерти отца в 1774 году, когда ей было шесть лет, она последовала за матерью и сестрой в Старый дворец.

## Замужество
3 ноября 1786 года её дядя, султан Абдул-Хамид I, обручил её с визирем Сейидом Ахмед-пашой. Свадьба состоялась через шесть дней, 9 ноября, и в тот же день её саму вместе с приданым перевезли в её дворец, располагавшийся в Арнавуткёе.
Хатидже-султан осталась бездетной. Ей было позволено присоединиться к своему мужу, когда тот был сослан в Измит. Однако через три года, когда он был назначен санджак-беем Египта, ей пришлось вернуться в Стамбул. Хатидже-султан овдовела после его смерти в 1798 году и, как и большинство дочерей султана своего времени, больше замуж не выходила.

## Покровительница архитектуры

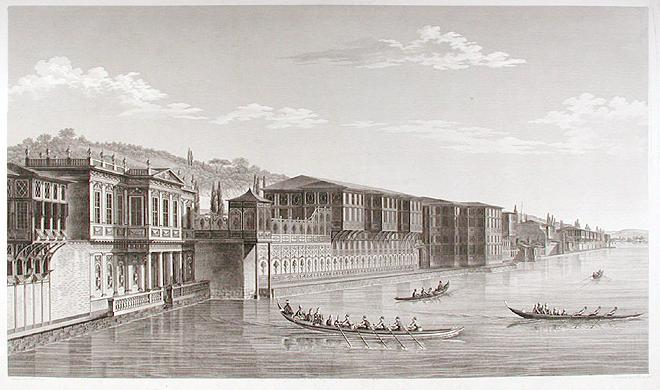
Гравюра особняка Хатидже-султан, создатель Антуан-Игнас Меллинг, около 1800 года

Антуан-Игнас Меллинг, архитектор-дизайнер, начал работать на неё в 1790-х годах. Родившийся в Карлсруэ в семье художников из Лотарингии он прожил в Стамбуле 18 лет, с 1784 по 1802 год. Этот разносторонне одарённый художник привлёк внимание дочери султана во время его работы у Фридриха Хюбша, датского поверенного в делах, которого она посещала на его вилле в Бююкдере.
Хатидже-султан был выделен дворец Нешатабад в 1791 году в Дефтердарбурну, на европейском берегу Босфора. Реконструкция её дворца заняла три года и была закончена в 1794 году. Сама она проявляла неуёмный интерес к украшению своего дворца.
Известно, что Селим III часто навещал своих единокровных и сводных сестёр, что делал ещё чаще во время Рамадана. Он неоднократно совершал ифтар у Хатидже-султан и даже зарезервировал для себя апартаменты для ночлега в Дефтердарбурну.
Хатидже-султан была близка со своим единокровным братом султаном Селимом III, который искренне заботился о ней. Он поделился с ней своими подробными планами по ознакомлению «набожных и непреклонных» мусульман с европейским искусством и цивилизацией. Хатидже-султан, похоже, приняла идеи и предпочтения Селима III как свои собственные.
Хатидже-султан якобы состояла в интимных отношениях с Меллингом с 1796 по 1800 год, из-за которых Селим III отдалился от неё. В 1800 году Меллинг, по-видимому, был вынужден оставить свою службу, а в середине 1802 года он навсегда покинул Стамбул. Сразу же после этого Селим III возобновил свои визиты к своей сестре.
В 1806 году Хатидже-султан заказала возведение фонтана от своего имени у базара специй в Стамбуле.

## Смерть
Хатидже-султан умерла 17 июля 1822 года в возрасте 54 лет и была похоронена в мавзолее Михришах-султан, расположенном в Эюпе. После её смерти её имущество было конфисковано и продано на аукционе, а в описи её наследства было включено более 500 предметов европейского фарфора, которые, по-видимому, хранились в трёх разных частях её дворца.